# Гирявоісковецька сільська рада
Гирявоісковецька сільська рада — колишній орган місцевого самоврядування у Лохвицькому районі Полтавської області з центром у селі Гиряві Ісківці.

## Населені пункти
Сільраді були підпорядковані населені пункти:
- c. Гиряві Ісківці
- c. Веселе
- c. Зірка
- c. Млини
- c. Степне
- c. Слобідка
- c. Старий Хутір
- c. Червона Балка
- c. Чижі
- c. Шевченкове